# معادن نمک در افغانستان
در افغانستان ۱۴ معدن نمک طعام وجود داشته فعلاً از ۵ معدن نمک استخراج می‌گردد. معادن نمک قابل استفاده در اندخوی، چندین معدن در مناطق مختلف ولسوالی تالقان ولایت تخار، نمکسار هرات، غور غزنی، پکتیا پروان می‌باشد. تولیدات نمک افغانستان الی سال ۲۰۰۲ به ۱۳۰۰۰ تن دریک سال بود با تأسیس کارخانه ها، در سال ۲۰۰۳ به ۲۱ هزار تن رسید. پس از سال ۲۰۰۴ بتدریج مصارف نمک بلند رفته در سال ۲۰۰۹ تولیدات به ۱۸۰هزار تن در سال ۲۰۱۳ به ۱۹۰ هزار تن رسیده است. در مجموع افغانستان در سال ۲۵۰ هزار تن نمک ضرورت دارد. بلاثر اینکه فابریکات افغانستان نمک را به قیمت بلند یعنی ۴۰۰۰ افغانی تولید می‌نمایند ۷۰ درصد نمک افغانستان از ایران و پاکستان به قیمت ۲۲۰۰ افغانی فی تن وارد می‌گردد.- اوسط مصارف نمک افغانستان به ۲–۴ گرام فی فرد می‌باشد. خالص‌ترین نمک افغانستان از معادن تاقجه خانه ولایت تخار بدست می‌آید که دارای آیودین می‌باشد. تا اکنون ۳۳ فابریکه و کارخانه و آسیاب در ۱۴ ولایت تولید نمک را می‌نماید که ۲۵ فابریکه نمک آیودین دار را تولید نموده باقی نمک عادی را تولید می‌نمایند. معادن که فعلاً اقتصادی قابل استخراج است معادن ولایت تخار است که سالانه ۷۵۰۰۰ تن نمک تولید دارد.
فهرست معادن نمک با سال اکتشاف آن که از سوی وزارت معادن و پطرولیم افغانستان در اختیار رسانه‌ها قرار داده شده‌است قرار ذیل می‌باشد.
1. . معادن نمک در ولسوالی‌های اندخوی، دولت‌آباد و میمنه مرکز ولایت فاریاب.
2. . معادن نمک تاشقرغان ولایت سمنگان در سال ۱۳۴۳
3. . معادن نمک "نمک آب"، "نمک چال ۱" و "نمک چال ۲" ولایت تخار در سال ۱۳۴۶
4. . معدن نمک "نمک سار" غوریان ولایت هرات در سال ۱۳۴۹
5. . معدن نمک" کاویز نیزار" ولایت هرات در سال ۱۳۴۳
6. . معدن "نمک رخ" ولایت غور با ذخیرهٔ ۳۶۰هزار تُن در سال ۱۳۵۲
7. . معادن نمک "کشک نخود" و "روح آبا د، سپین بولدک ولایت کندهار در سال ۱۳۴۳
8. . ظواهر معدنی نمک یوس دور شار ولایت پروان با ضخامت ۵۰۰ متر به طرف غرب و ضخامت ۲۰۰۰ متر به طرف شرق در سال۱۳۵۶، کشف و مورد تفحص قرارگرفته‌است.
9. . معادن نمک قریهٔ بلوخیل ولسوالی زرغون شهر، مناطق ملتنی و چهار بران گومل، و منطقهٔ خیربین ولسوالی یوسف خیل پکتیا
10. . معادن ولسوالی مقر ولایت غزنی

## معادن نمک در ولایت تخار
معادن نمک ولایت تخار از قرن‌ها به این طرف مورد استفاده مردم افغانستان قرار دارد. درین ولایت چندین معادن نمک در مناطق مختلف وجود دارد. مهم‌ترین معادن نمک ولایت تخار عبارتند از معدن نمک لته بند، قُرغ سای و ارچه کوتل در کلفگان، معدن نمک تاقچه خانهٔ نمک آب، معدن در چاه آب، چال ۱ و چال ۲ می‌باشد. علاوه بر این درین ولایت از سالیان متمادی آسیاب‌های نمک وجود دارد که نمک عادی را تولید می‌نمایند. سه معدن فعال نمک ولایت تخار سالانه ۷۵۰۰۰ تن نمک تولید می‌نمایند. قابل ذکر است معادن نمک ولسوالی نمک آب و کلفگان ازجمله بزرگترین معادن نمک درافغانستان است که دارای اهمیت فراوان می‌باشد.

## معادن طاقچه خانه ولایت تخار
معادن طاقچه خانه در ولسوالی نمکسار ولایت تخار قرار دارد. اراضی این معادن۷۴ کیلومتر. می‌باشد حجم استخراج این معادن الی ۱۰۰۰۰۰ تن در سال می‌باشد. این معدن از ایجاد راه ابریشم حدود دو هزار سال پیش کشف شده‌است، اما در سال ۱۹۷۰ میلادی مجدداً کشف گردید و از آن بعد کار استخراج معدن تاحال جریان دارد. این معادن دارای ذخایر تقریبی ۳۰۰ میلون تن نمک می‌باشد.
مسوولان معادن ولایت اظهار نموده‌اند که دراین معدن، چهار هزار متر مکعب نمک موجود است. در چند سال اخیر، دو فابریکهٔ تولید نمک در شهر تالقان ایجاد گردیده که نمک را بعد از علاوه کردن، آیودین به بازار عرضه می‌کند. بدین لحاظ نمک که از نمک تاقجه خانه بدست می‌آید باکیفیت می‌باشد.
قرار داد این معادن با یک شرکت داخلی به نام (ویسکو) برای ۱۰ سال، سالانه دربدل پرداخت فی تُن ۵ دالر و۱۳ سنت، قرارداد کرده‌اند و اکنون مقدار استخراج آن بلند رفته است.

## نمک لته بند ولایت تخار
ولایت تخار به ساحه یک میلون مترمربع به شرکت اکاشه قرار داد گردید. شرکت باید به حجم ۵۰۲۸ تن در سال باید استخراج نماید؛ ولی تولیدات پائین دارد.
معادن نمک قروق سای ولایت تخار
این معادن دارای ساحه ۴۰۰۰۰۰ مترمربع بوده حجم استخراج آن سالانه ۵۰۸۲ تن تثبیت گردیده است. با شرکت اکاشه برای ده سال قرار داد شده‌است.
معادن کلفکان ولسوالی کلفکان ولایت تخار
دارای ساحه وسیع بوده فعلاً ساحه ۱۵ کیلومتری آن در معرض استخراج بوده حجم استخراج سالانه آن ۵۰ هزار تن تعین گردیده است. این معادن برای ۱۰ سال با شرکت بنام ویستکو قرار داد شده‌است.

## معادن نمک چال ولایت تخار
این معادن در ولایت تخار قرار داشته دارای ساحه … می‌باشد. ظرفیت استخراج این معادن ۳۰۰۰ تن در سال می‌باشد.

## معادن نمک پکتیا
معادن نمک نیز در قریهٔ بلوخیل ولسوالی زرغون شهر، مناطق ملتنی و چهار بران گومل، و منطقهٔ خیربین ولسوالی یوسف خیل پکتیا موقعیت داشته و مناطق وسیعی را دربر گرفته‌است.

## معدن نمک اندخوی
معدن نمک دولت‌آباد بزرگترین معدن نمک درافغانستان می‌باشد. این معادن در ولسوالی اندخوی قرار داشته از قرن‌ها به این طرف مورد استخراج قرار دارد. ساحه نمکدار این معادن به ۱۰ کیلومتر و عرض آن به چهار کیلومتر می‌رسد. ظرفیت استخراج این معادن به ۱۵۰ هزار تن در سال می‌باشد. این معادن برای ده سال با شرکت روب سازی قاری زاده قرار داد گردیده است.
این معدن قرن‌ها پیش وجود داشته؛ اما در سال ۱۳۱۹ مجدداً کشف گردید که اکنون به معادن سه‌گانه، میمنه – اندخوی و درزآب یاد می‌شود.
نمک معدن دولت‌آباد همه ساله در اخیر ماه میزان برای ۱۵ روز جمع‌آوری می‌شود که به شکل کُنده ۲۰ تا ۴۰ سانتی‌متر ضخامت دارد. در این مدت حدود دوهزار نفر در استخراج نمک کار می‌کنند.

## معادن نمک ولسوالی مقر
یک معدن بزرگ آن در ولسوالی مقر ولایت غزنی موقعیت دارد؛ اما معلوم نیست که در این معدن، چه مقدار نمک موجود است.

## معادن رسوبی نمک شوره ولایت بلخ
دارای ساحه وسیع بوده ظرفیت قابل استخراج سالانه آن از ۸۰۰–۱۲۰۰ تن در سال می‌باشد. این نمک در آش دادن پوست گاو و گوسفند قره قل استعمال دارد.

## معادن نمک غوک ولایت غور
این معادن در ولایت غور قرار داشته دارای ساحه (...) می‌باشد. ظرفیت نهائی استخراج این معادن ۲۰۰۰ تن در سال می‌باشد. از سویی هم، بربنیاد شروطِ پیمان معدن نمک غوریان، شرکت مکلف بوده‌است که سالانه ۲۵ هزار تُن نمک از این معدن استخراج کند.

## فابریکات تولید نمک
در افغانستان فعلاً ۳۳ فابریکه تولید نمک وجود دارد که قسمت اعظم این فابریکات در شهر کابل هرات مزار شریف جلال‌آباد پروان تخار میمنه پکتیا فعالیت دارد. مهم‌ترین فابریکات نمک افغانستان فابریکه مخلوط نمک آیودیندار ساحه صنعتی هرات، فابریکه تولید نمک غذا آیودین دار در پل علم لوگر، فابریکه نمک آیودین دار آیندهٔ شگوفان فاریاب، فابریکه نمک کریستال پامیر در جوزجان، فابریکه نمک آیودین دار عکاشه ولایت تخار، فابریکه نمک بلور افغان مزار شریف، فابریکه جدید پامیر بلور در کابل، فابریکه تولید نمک ایودین سمنگان، به تعداد۵ فابریکه شرکت پامیر افغان در مزار شریف میمنه، جوزجان، مزار، تخار و پروان، فابریکات «پامیربلور» در ۵ ولایات، فابریکهٔ «آینده درخشان» کابل، چهار فابریکه نمک در ولایت پروان و کاپیسا، کارخانه نمک مفید هرات، فابریکهٔ نمک آیودین در ولایت قندهار، کارخانه نمک جلا آباد و غیره می‌باشد.

## مشکلات فابریکه‌های نمک افغانستان
علل شکست فابریکات نمک: فابریکهٔ «آینده درخشان»، در سال ۱۳۸۲باسرمایهٔ ۲۰۰ هزار دالر در شهر کابل به فعالیت آغاز کرد. این فابریکه، قبل ازآن شرکتی بود که نمک را از خارج وارد می‌کرد؛ اما ازآن به بعد به فابریکهٔ تولیدی مبدل شده‌است. این فابریکه، ظرفیت تولید ۱۹۲ تُن نمک را دریک شبانه روز دارد؛ اما نظر به خواست مشتریان فعلاً در ماه ۱۰ روز و آنهم روزانه چهار تُن تولید می‌کند. میرآقا شریف رئیس فابریکه «آینده درخشان»، می‌گوید که تولیدات آن‌ها در گذشته خوب بود؛ اما ازاینکه دولت معادن نمک را به کسانی به قرارداد داده که هم نمک را استخراج و هم آن را در فابریکهٔ خود تولید و عرضه می‌کنند، بازار آن‌ها سرد شده‌است. این کارخانه در اوایل، در یک‌شبانه روز حدود ۲۰۰ تن نمک آیودین دار تولید داشتند؛ اما حالا در یکماه ۱۰ روز تولید دارند که تولیدات روزانه‌شان به چهار تُن می‌رسد.
.

## تصفیه نمک
نمک در طبیعت بشکل کاملاً خالص پیدا نمی‌شود. در افغانستان نمک به صورت کانی و رسوبی یافت می‌شود. نمک رسوبی بشکل کریستال و نمک کوهی بشکل سنگ یافت می‌شود. این گونه نمک‌ها دارای خاک ریگ و بعضی مواد کیمیاوی و فلزات می‌باشند. لازم است تصفیه گردیده به سودیم کلوراید ۹۹ فیصده در آیند. نمک‌های که دارای مقدار مکنیزم و پوتاشیم یا کلساید می‌باشند دارای طعم تلخ می‌باشند. در افغانستان نمک به ۳ شکل تصفیه و عرضه می‌شود.

۱. سنگ نمک را در آسیاب پودر ساخته مستقیماًْ در بازار عرضه می‌دارند. این نوع نمک ارزان بوده مردم دهات برای پخت‌وپز برای مواشی و آش دادن پوست حیوانات استفاده می‌نمایند.

۲. نمک را در حوض بزرگ آب حل نموده پس از ته‌نشین شدن سنگ ریگ خاک آب نمک دار را در حوض‌های دیگر رهنمای می‌نمایند. پس از حرارت دادن آب نمک خشک شده نمک بدست می‌آید. اینگونه تصفیه از سال‌های زیاد مروج بوده نمک آن خالص و صحی نیست.

۳. پس از سال ۲۰۰۳ یک تعداد فابریکه‌های تصفیه نمک در کشور وارد گردید. این فابریکات اول نمک را در آب منحل نموده ریگ خاک را از نمک دور می‌نماید. لازم است نمک دوباره کریستال شود. در روش کریستال ساختن مجدد پس از تصفیه نمک و جداسازی خالصی از ناخالصی، مقداری از مواد ناخالصی هنوزهم در درون کریستال‌های نمک باقی می‌مانند که برخی از آن‌ها فلزات سنگین هستند بنابراین نمک‌ها را در آب حل می‌کنند و پس از تصفیه دوباره، آب را می‌جوشانند تا نمک از آن به دست آید. برای تولید یک کیلوگرم نمک مقدار ۳٫۵ کیلوگرم آب نمک را می‌جوشانند و در آخر هم نمک‌ها را در حرارت ۱۴۰ درجه در خشک‌کن‌ها، خشک نموده سپس در پاکت‌ها جابجا می‌سازند. در نمک اگر مواد ناخالصی به‌طور کامل گرفته نشود، مزه آن تغییر می‌کند. به گونه مثال در صورت وجود کلسیم در نمک، مزه آن خراب می‌شود اگر آیون مگنیزیم در آن بالا باشد، نمک تلخ می‌شود. بعضی از این کمپنی‌ها آیودین را با نمک بدست آمده مخلوط می‌نمایند. اینگونه نمک‌ها در شرایط افغانستان نمک تصفیه شده یاد می‌گردد؛ ولی در کشورهای خارج پس از اینکه نمک را در آب حل می‌نمایند محلولات کلسیم مگنیزیم و غیره را توسط روش‌های از نمک طعام جدا می‌نمایند. نمک طعام خالص یاد می‌گردد. بعضی از کشورها نمک صنعتی را تولید می‌نمایند که ۹۵ درصد خالص می‌باشد.
نمک یک ماده کیمیاوی بوده خوردن آن برای بشر غیرطبیعی است. بدن انسان معمولاً نمک خودرا از طریق خوراکه‌ها بدست می‌آورد؛ ولی اگر به مقدار ۲ گرام در روز خورده شود کار بد نیست بالاتر از این باعث تکلیف‌های متعدد می‌گردد.